# Anton Lindeck

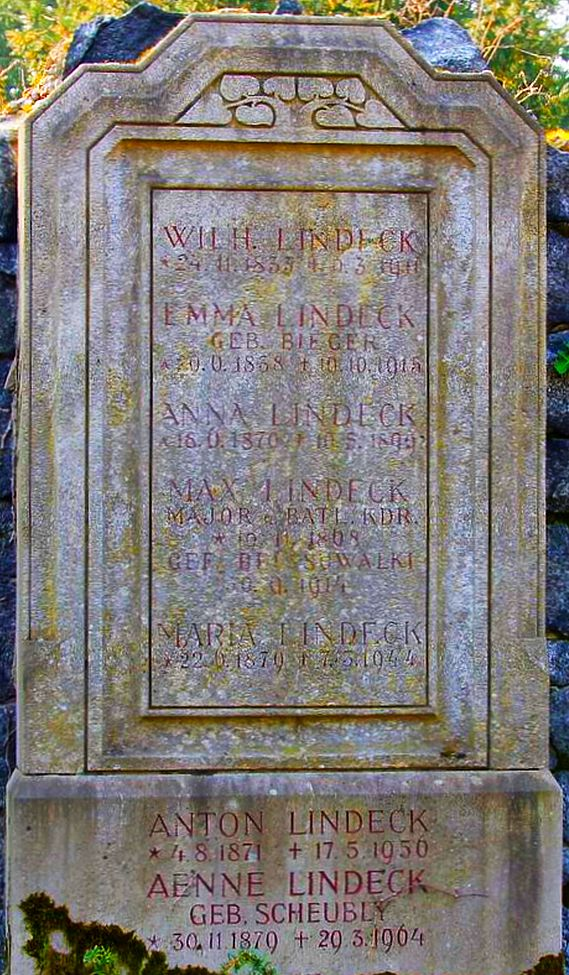
Lindecks Grab in Mannheim

Anton Lindeck (* 4. August 1871 in Mannheim; † 17. Mai 1956 in Bad Dürkheim) war ein bedeutender deutscher Rechtsanwalt der Weimarer Zeit und Mitglied des Vorläufigen Reichswirtschaftsrates.

## Familie
Lindeck entstammte einer musisch veranlagten reformjüdischen Familie. Der Großvater Benedikt Levi war Rabbiner in Gießen, der Vater Wilhelm war ausgebildeter Sänger und hatte als Prokurist des Bankhauses Ladenburg in Mannheim den Familiennamen von Levi auf Lindeck geändert. Er wurde durch seine vom Stadtarchiv Mannheim veröffentlichte Korrespondenz mit dem Komponisten Johannes Brahms bekannt, dessen Vermögen er verwaltete. Wilhelm Lindeck wurde um 1905 Bankdirektor der Süddeutschen Disconto-Gesellschaft, einer Beteiligungsgesellschaft des Bankhauses Ladenburg. Sein Bruder Hermann Levi war im 19. Jahrhundert ein bekannter Pianist und Kapellmeister.
Wilhelm Lindeck trat zum katholischen Glauben über und gehörte seit seiner Studentenzeit dem Corps Starkenburgia in Gießen an.

## Biografie
Bereits als Schüler war Anton Lindeck Mitglied der Schülerverbindung Suevia in Mannheim. Nach dem Abitur leistete er sein Einjähriges beim Feldartillerie Regiment in Koblenz ab. Danach studierte er Rechtswissenschaften in Göttingen, Berlin, Freiburg im Breisgau und in Heidelberg. Er wurde in Göttingen im Corps Hannovera aktiv und focht in seiner Studienzeit 23 Mensuren. Als Student in Freiburg wurde er durch seine Kontroverse mit dem Burschenschafter Max Weber bekannt.
Nach dem Assessorexamen wurde er im Jahr 1900 Rechtsanwalt in Mannheim und führte eine gemeinsame Anwaltssozietät mit dem nationalliberalen Parteiführer und Reichstagsabgeordneten Ernst Bassermann und dem späteren hessischen Ministerpräsidenten Karl Geiler. Diese Sozietät bestand bis zum Tode Bassermanns 1917. Im Ersten Weltkrieg war er mit einer Artillerieeinheit zuletzt als Oberstleutnant an der Westfront im Einsatz. Beruflich war Lindeck ausgewiesener Fachmann auf dem Gebiet des Binnenschifffahrtsrechts. Er gehörte für den Bereich der Binnenschifffahrt dem Vorläufigen Reichswirtschaftsrat für die gesamte Dauer dessen Bestehens von 1919 bis 1933 an, welcher das Recht besaß, Gesetzesvorlagen mit sozial- oder wirtschaftspolitischem Hintergrund und grundlegender Bedeutung beim Reichstag einzubringen. Er war stellvertretender Vorsitzender und als Nachfolger Max Hachenburgs von 1928 bis 1933 und dann wieder von 1946 bis 1947 Vorsitzender des Mannheimer Anwaltsvereines; sein Nachfolger wurde Florian Waldeck. Außerdem hatte er nach 1945 den Vorsitz des Verbandes der Partikulierschiffer inne.
Ab 1933 bis zum Ende des Zweiten Weltkrieges 1945 unterlag Lindeck trotz Frontkämpferprivileg den massiven Einschränkungen des Gesetzes über die Zulassung zur Rechtsanwaltschaft. Lindeck bekam nach der Rekonstitution und der Wiederzulassung seines Corps Hannovera durch die Universität von diesem 1954 die Ehrenmitgliedschaft verliehen.
Der Nachlass der Familie Lindeck, soweit bekannt, befindet sich unter der Bezeichnung Nachlass Anna Lindeck seit 2004 im Stadtarchiv Mannheim – Institut für Stadtgeschichte. Eine seiner drei Töchter heiratete den Anwalt und Goerdelervertrauten Gotthilf Bronisch und emigrierte mit diesem nach New York. Lindecks Grab befindet sich auf dem Hauptfriedhof in Mannheim.

## Publikationen
- Anton Lindeck: Das Binnenschiffahrtsrecht. Verl. Die Rheinschiffahrt, Mannheim 1954
- Anton Lindeck: Ernst Bassermanns berufliche Tätigkeit.

## Auszeichnungen
- Bundesverdienstkreuz (17. Februar 1954)